# Karlstads rugbyklubb
Karlstads Rugbyklubb är en svensk rugbyklubb från Karlstad, bildad 1971.
Klubbens största sportsliga framgång var SM-silvret 1986 och elitseriespel under 90-talet.
Säsongen 2001 blev en bottennivå då klubben inte lyckades komma med ett lag till seriespel. 2015 finns ett herrlag och ett nystartat juniorlag. Klubben har en egen rugbyplan och klubbstuga på Orrholmen.